# Tortorici
Tortorici – miejscowość i gmina we Włoszech, w regionie Sycylia, w prowincji Mesyna.
Według danych na rok 2004 gminę zamieszkiwało 7530 osób, 107,6 os./km².